# Isidoro de Mileto
Isidoro de Mileto (em grego:  Ἰσίδωρος ὁ Μιλήσιος; Mileto, 442 – 537) foi um arquiteto e matemático bizantino do século VI.
Ele foi um dos dois principais arquitetos, junto de Antêmio de Trales, que o imperador Justiniano I encarregou de construir a catedral de Hagia Sophia, em Constantinopla, de 532 a 537. A compilação dos mais importantes trabalhos de Arquimedes é atribuída a ele.
O suposto Livro XV de Os Elementos, de Euclides, tem sido, ainda que parcialmente, atribuído a ele também.

## Biografia

Exterior de Hagia Sophia, 2013

Isidoro nasceu em Mileto, na Antiga Grécia, em algum momento de 442. Antes de ser contratado por Justiniano, ele já era um renomado cientista e matemático, que ensinava física e geometria espacial em universidades, como a de Alexandria e depois em Constantinopla, tendo escrito um tratado sobre abóbadas.
Eutócio de Ascalão, junto de Isidoro, estudou os trabalhos de Arquimedes e Isidoro é conhecido por ter produzido a primeira compilação dos trabalhos de antigo mestre, o Palimpsesto de Arquimedes, que sobreviveu aos dias de hoje.

### Hagia Sophia
A primeira igreja, Magna Ecclesia, foi construída a mando do imperador Constâncio II e consagrada em 15 de fevereiro de 360, pelo bispo Eudóxio de Antioquia. Ela fora construída com um teto de madeira e 427 estátuas, a maioria pagãs, teriam sido retiradas da área em volta dela.
A rivalidade entre facções em Constantinopla costumavam acabar em violência após as corridas de bigas no hipódromo. Na Revolta de Nica, em 532, cerca de 30 mil pessoas teriam morrido. O imperador então quis assegurar que sua nova basílica fosse resistente, inclusive ao fogo, ordenando que ela fosse construída de pedra e não de madeira. De acordo com Procópio de Cesareia: 
| “ | O templo de Sofia, as termas de Zeuxipo e o pátio imperial do Propileu até a chamada Casa de Ares foram queimados e destruídos, assim como os dois grandes pórticos que levam ao fórum com o nome de Constantino, casas de pessoas prósperas e muitas outras propriedades. | ” |

O imperador Justiniano I indicou então dois arquitetos para reconstruir Hagia Sophia após sua vitória sobre as revoltas na capital, Constantinopla. As obras começaram logo após o fim das revoltas. Acredita-se que Antêmio tenha morrido no meio da obra e que Isidoro tenha ficado encarregado da construção.
Isidoro e Antêmio  teriam planejado a nave principal medindo 70 por 75 metros, tornando-a a maior igreja de Constantinopla, mas o domo original era 6m menor do que aquele que foi construído.
Ainda que Isidoro e Antêmio não tenham tido educação formal em arquitetura, eles eram cientistas em sua época, capazes de organizar a logística da obra e dos desenhos para milhares de trabalhadores, além de conseguirem garantir o suprimento de toneladas de material raro de todo o Império Romano para a construção.
Os arquitetos de Hagia Sophia combinaram de forma inovadora a estrutura longitudinal de uma basílica romana e a planta central de uma cúpula apoiada em tambores, a fim de resistir aos terremotos de alta magnitude da região de Mármara. A basílica foi constante assolada por rachaduras causadas por terremotos e foi rapidamente reparada por arquitetos posteriores. O sobrinho de Isidoro, Isidoro, o Jovem, introduziu um novo design que ainda pode ser visto na Hagia Sophia moderna, em Istambul.

## Morte
Isidoro morreu por volta de 537 e o projeto foi entregue ao seu sobrinho.